# Ringbitterskivling
Ringbitterskivling (Pseudogymnopilus pampeanus) är en svampart som först beskrevs av Speg., och fick sitt nu gällande namn av Jørg H. Raithelhuber 1980. Pseudogymnopilus pampeanus ingår i släktet Pseudogymnopilus och familjen Strophariaceae.   Inga underarter finns listade i Catalogue of Life.
I den svenska databasen Dyntaxa används istället namnet Gymnopilus spectabilis för samma taxon.  Arten är reproducerande i Sverige.
Svampen innehåller psilocybin och kan ge upphov till hallucinationer vid inmundigande.